# B&B Project
B&B Project  — український колектив, основною метою якого є популяризація українських народних інструментів (бандура та кнопковий акордеон, англ. Bandura and Button accordion), шляхом пошуку та виконання нового, сучасного репертуару. Назва гурту B&B project розшифровується, як Bandura and Button accordion. Музиканти популяризують ці інструменти в соціальних мережах та на концертах по всьому світу.
Виконують музику різних жанрів: класика, рок, поп, електронна, а також авторська та сучасна українська музика.

## Історія
Заснований у березні 2015 року. Тетяна Мазур та Сергій Шамрай познайомилися в Національній музичній академії України.
|                 | Якось сиділи ми в гуртожитку музичної академії, пили чай після занять і міркували про те,як би круто звучала на наших інструментах сучасна музика...не класика,яку грали роками в консерваторії,не звичні народні мотиви, а саме музика,яку ми самі слухаємо в навушниках і чуємо щодня звідусіль! На думку спала пісня гурту Металліка "Nothing else matters" .І ми вирішили спробувати зіграти! Пішли в парк, відзняли там відео, змонтували і виклали в мережу, щоб батьки подивилися і друзі… За досить короткий час назбиралося більше 500 тисяч переглядів! Добре батьки подивилися відео, мабуть, ще й сусіди підключилися:) А тоді захотілося спробувати щось нове, рухатися далі. |
| — Сергій Шамрай | |

Зараз "B&B Project" популярні як в Україні так і за її межами. Гурт веде свій YouTube канал, де публікує кавер-версії світових хітів, саундтреків і власні авторські композиції. Відвідали із сольними концертами Катар, Амстердам, Берлін, Париж, Китай, Канаду, Туреччину а також представляли Україну на міжнародному економічному форумі в Давосі (Швейцарія).

## Цікаві факти
- З концертами B&B Project побували у різних куточках світу, їхні відео подивились понад 100 мільйонів інтернет-користувачів, а найпрестижніше в світі радіо класичної музики - Classic FM (Велика Британія) - взяли в ротацію твори колективу.
- колектив вразив Тома Круза, зігравши наживо саундтрек до фільму «Місія Неможлива» https://www.youtube.com/watch?v=xVWkTr5K36A [Архівовано 2 листопада 2020 у Wayback Machine.]| Зовнішні зображення | Зовнішні зображення                                                             |
| ------------------- | ------------------------------------------------------------------------------- |
|                     | Гурт B&B Project. Архів оригіналу за 6 грудня 2017. Процитовано 14 грудня 2016. |
|                     | Гурт B&B Project. Архів оригіналу за 6 грудня 2017. Процитовано 14 грудня 2016. |
|                     | Гурт B&B Project.                                                               |
|                     | Гурт B&B Project.                                                               |
- В 2019 році гурт B&B project зіграв наживо для Тома Круза під час його візиту до Києва. https://youtu.be/xVWkTr5K36A
- попурі пісень Rammstein розмістили на офіційній сторінці легендарного гурту. https://www.youtube.com/watch?v=V-AFfwQmrj0 [Архівовано 3 жовтня 2020 у Wayback Machine.]
- їх версія саундтреку до серіалу «Гра Престолів» увійшла в ТОП 13 кращих світу. https://www.youtube.com/watch?v=UO7ms24EJ4Y [Архівовано 5 вересня 2020 у Wayback Machine.]
- Гурт “B&B project” був музичним гостем та представляв свою країну на Економічному форумі в м.Давос (Швейцарія)
- В 2018 році гурт вирушив в гастрольний тур по Китаю, де за 2 тижні успішно відіграли більше 10 концертів в різних містах.
- Дебютне відео гурту з композицією «Nothing else matters» (Metallica) тільки за перший тиждень зібрало близько мільйона переглядів на YouTube і стало найпопулярнішим відео за участю бандури, а Тетяна Мазур стала найкращою бандуристкою року за версією фестивалю «Країна мрій».

## Склад гурту

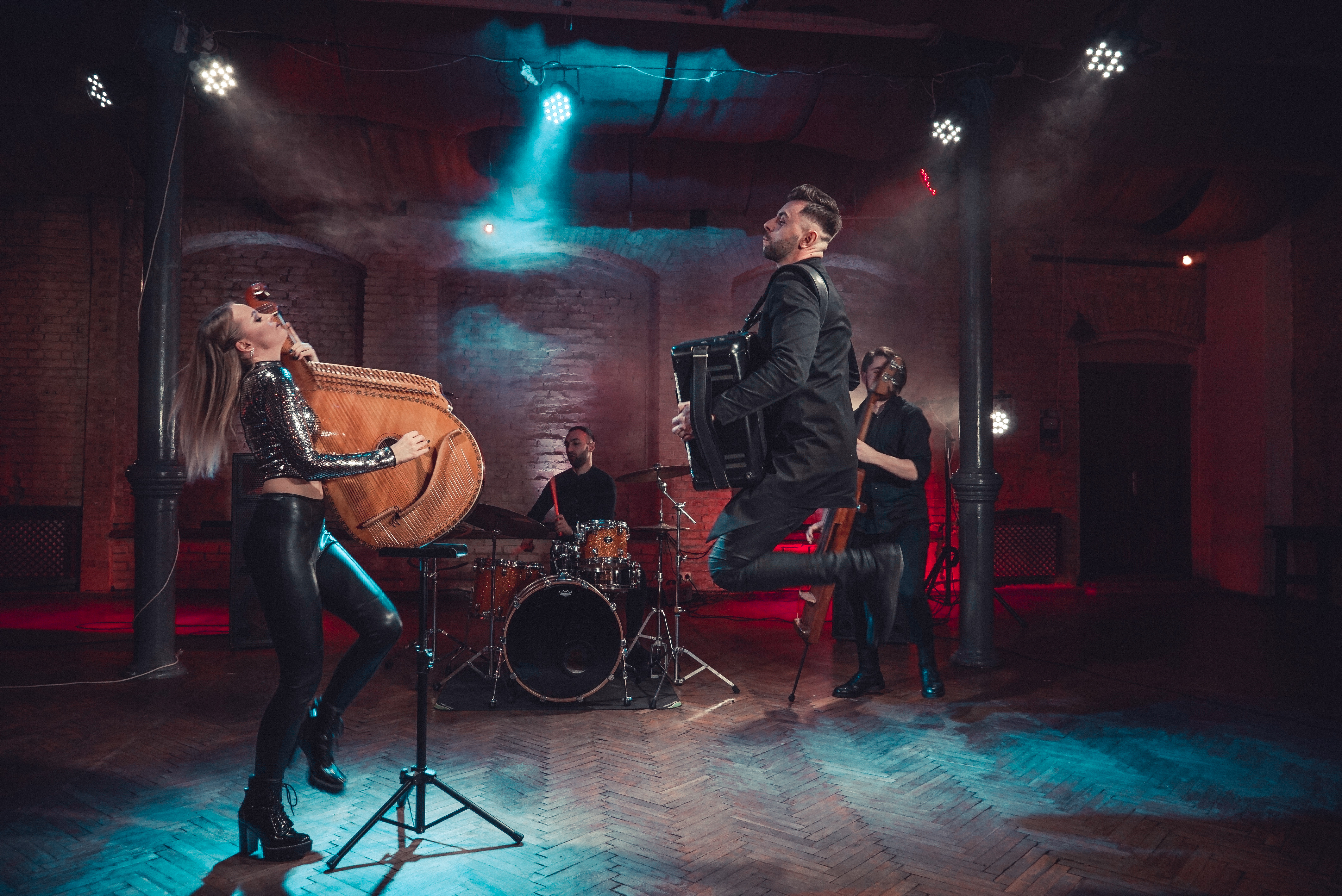
B&B project (повний склад)

Лауреати міжнародних конкурсів, які активно презентують Україну на світовій музичній арені:
- Тетяна Мазур[1] — бандура, сопілка
- Сергій Шамрай[2] — баян (кнопковий акордеон)
- Айк Єгіян - ударні (барабани)
- Денис Стефанко - електро-контрабас

## Репертуар
Гурт виконує авторську музику, а також рок-кавери відомих світових композицій та саундтреки до відомих кінострічок у власному професійному аранжуванні, що надає новий подих національним інструментам.
Основна мета музикантів — популяризувати українські народні інструменти.
Серед виконаних кавер-версій відомих композицій, можна виділити наступні :
- Черемшина
- Антоніо Вівальді - Гроза
- Й. С. Бах — Токата ре мінор (Рок версія)
- Luis Fonsi - Despacito
- Саундтрек до серіалу Шерлок;
- Саундтрек до серіалу «Гра Престолів»;
- Микола Леонтович — «Щедрик»;
- Nirvana — «Smells Like Teen Spirit»[3];
- Metallica — «Nothing Else Matters»[4]

А також авторські композиції гурту: 
- Козак
- Веснянка
- Аркан 2.0.
- Міф

## Плани на майбутнє
Гурт експериментує в різних жанрах, випробують поєднання з контрабасом, ударними, оркестром. Тетяна Мазур також грає на етнічних музичних інструментах, таких як сопілка, пан-флейта та різновиди сопілки, які планують долучити при виконанні світових хітів у власному виконанні.
Гурт почав свою діяльність із виконання кавер-версій, але вже має і власні авторські композиції.
Музиканти мають мрію зіграти світовий тур.